# Ceriagrion olivaceum
Ceriagrion olivaceum – gatunek ważki z rodziny łątkowatych (Coenagrionidae). Występuje w Azji Południowej i Południowo-Wschodniej. W 2023 roku Yu, Chen i Zhang zaproponowali, by uznać ten takson za synonim Ceriagrion azureum; zmiana ta została wdrożona przez World Odonata List.